# Carles Cardó
Pour les articles homonymes, voir Cardo.
 (novembre 2018).
Carles Cardó , né en 1884 à Valls et mort en 1958 à Barcelone, est un poète, écrivain et prêtre catholique catalan.

## Biographie
Il fut l'un des principaux promoteurs du mouvement avant-gardiste chrétien - biblique, social et liturgique. Il milita dans le mouvement catalaniste et participa aux débats publics concernant des thèmes politiques, sociaux et religieux.
En 1936 il déménage en Italie ; il s'installa à Fribourg en Suisse peu après. Il retourne à Barcelone en 1954. Il y meurt en 1958.